# Teoria falowa
Teoria falowa (niem. Wellentheorie) – teoria językoznawcza zaproponowana przez Johannesa Schmidta głosząca, że każda zmiana językowa powstaje na określonym terenie, a następnie przemieszcza się kolejno we wszystkich kierunkach w wyniku migracji. Można ją porównać do rozchodzenia się fali na wodzie, stąd jej nazwa.
Teoria ta została sformułowana w celu wyjaśnienia występowania wyjątków i odstępstw od reguł historycznych zmian w języku. Zgodnie z nią zmiany są coraz mniej regularne, im dalej od „epicentrum” ich powstania. Dodatkowym czynnikiem powodującym nieregularności ma być nakładanie się fal pochodzących z różnych „epicentrów”.
Teoria falowa przyczyniła się do rozwoju geografii językowej (dialektologii).